# Armoire de fer

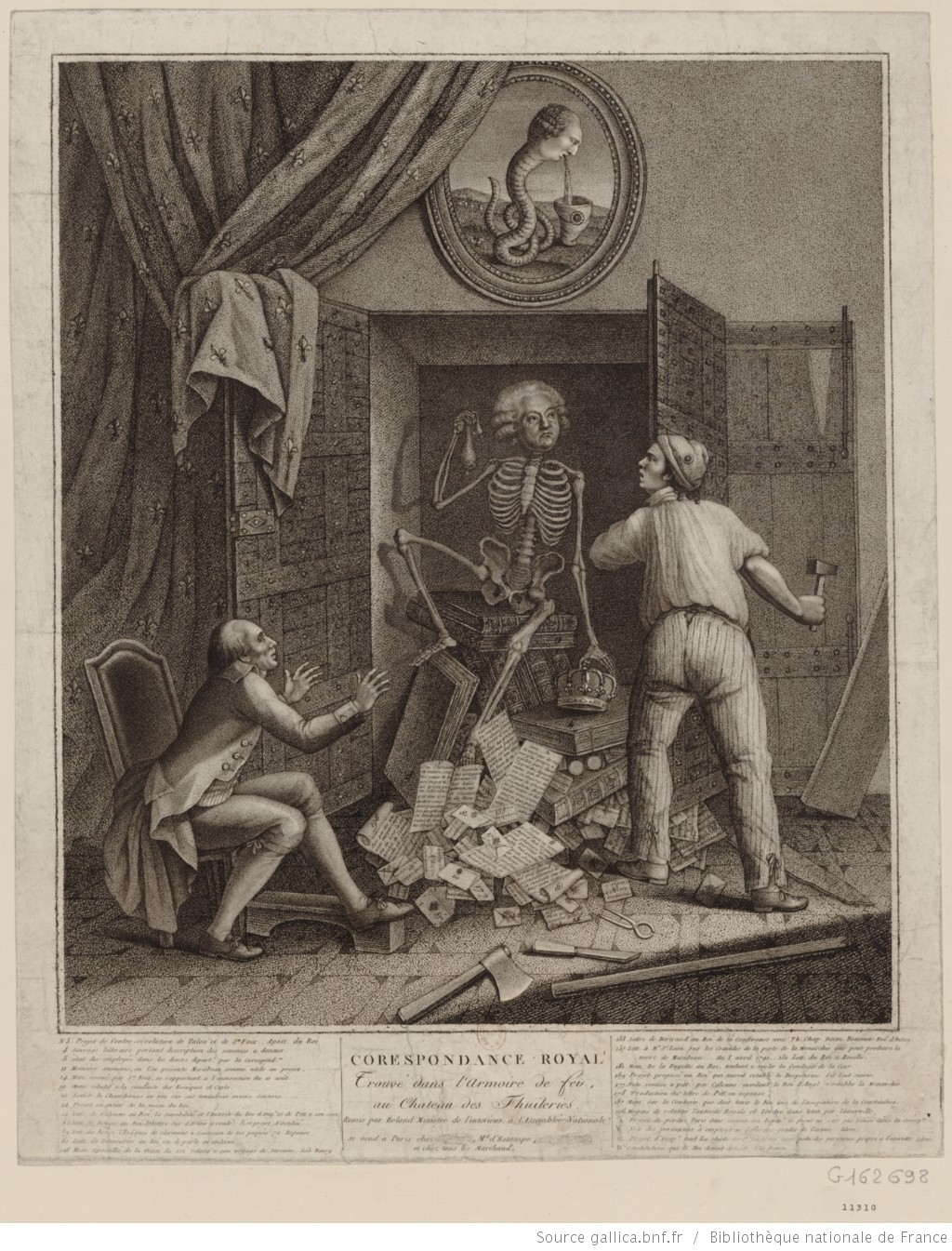
Caricature montrant le squelette de Mirabeau sortant de l'armoire de fer.

Pour les articles homonymes, voir Armoire de fer (homonymie).
L'armoire de fer est une ouverture aménagée dans un mur, faisant office de coffre-fort dissimulé par un lambris pivotant situé dans les appartements de Louis XVI, au palais des Tuileries. Son existence est révélée publiquement au début de la Première République le 20 novembre 1792 par Roland, ministre girondin de l'Intérieur, qui en aurait été informé par l'artisan qui l'avait fabriquée, un serrurier nommé François Gamain ; ce dernier ayant pourtant été rayé des fournisseurs de la Couronne depuis 1790.

## Historique
La découverte de « l'armoire de fer » intervient après le renversement de la monarchie constitutionnelle par l'insurrection du 10 août 1792 organisée par le parti jacobin. Alors qu'après cette date, le palais des Tuileries a été fouillé et qu'une commission a été nommée pour examiner les papiers saisis dans les appartements royaux, le ministre de l'Intérieur, Roland de la Platière, qui a installé son bureau au palais, affirme devant la Convention avoir découvert fortuitement des documents secrets attestant de la culpabilité du Roi, cela alors que se profile le procès du Roi.
Cette armoire aurait été destinée à dissimuler la correspondance de Louis XVI avec, entre autres, Mirabeau, Maximilien Radix de Sainte-Foix, conseiller occulte du souverain, Joseph Duruey et Jean-Louis Tourteau de Septeuil, ses banquiers, Arnaud de Laporte, intendant de la Liste civile sur laquelle des fonds étaient prélevés, François de Bonal, évêque de Clermont, etc. C'est à la suite de cette découverte que la dépouille de Mirabeau fut retirée du Panthéon. La plupart des pièces répertoriées sous cette appellation d'Armoire de Fer consistent en des correspondances des ministres de Louis XVI (Montmorin, Valdec de Lessart, Bertrand de Molleville, le comte de Narbonne, Cahier de Gerville, Dumouriez, etc.), correspondances légitimes entre un souverain et son conseil. D'autres lettres concernent aussi presque tous les acteurs de la Révolution, que ce soit le général Santerre ou La Fayette, Antoine de Rivarol ou Talleyrand. D'autres documents sont des rapports concernant les activités de corruption menées par les agents des ministres sous la direction de Collenot d'Angremont, un subordonné d'Arnaud de Laporte, qui ont été massacrés dans les jours qui suivent le 10 août 1792. Ils sont les deux premiers guillotinés pour raisons politiques. D'autres documents ont été tout bonnement récupérés ailleurs (comme les états des gardes du corps, qui avaient été publiés précédemment par l'Assemblée nationale).
Tous ces documents, malgré les lacunes et filtrages probables, furent utilisés pour affirmer la duplicité des conseillers et des ministres — du moins ceux en qui Louis XVI avait confiance — et la mise en place d'une diplomatie et d'une police parallèles. On découvre surtout l'existence d'un vaste réseau de corruption — en réalité, un groupe de pression — mis en place et structuré dès 1791 par Montmorin, auprès de meneurs populaires ou d'orateurs de clubs, comme Antoine Joseph Santerre ou François Desfieux. Des tentatives avaient même été menées pour gagner des députés de l'Assemblée dans le sens de la modération et du respect de la Constitution, notamment lorsque, après la journée du 20 juin 1792, il avait été question d'aborder la question du « décret de déchéance ». 
Des mémorialistes ont affirmé que lors de la journée du 10 août 1792, les papiers personnels de Louis XVI et de Marie-Antoinette auraient été confiés à des membres de leur entourage. Ainsi, Mme Campan, première femme de chambre de la reine, affirme dans ses Mémoires (publiés quinze ans plus tard), avoir reçu de la Reine une liasse de documents importants qu'elle aurait remis à Louis Georges Gougenot (1758 – 1794), maître d'hôtel du Roi. Mais on sait que cette mémorialiste s'est beaucoup vantée de sa proximité supposée d'avec les souverains, alors qu'elle avait une fonction subalterne et qu'elle tenait à faire oublier ses services sous l'Empire, en surévaluant son rôle auprès des souverains. D'autres papiers, lettres et correspondances, auraient été mis en lieu sûr ou détruits. Mais les plus grandes destructions sont imputables à ceux qui sont compromis par les conseillers occultes de Louis XVI. Le ministre de l'Intérieur Roland aurait joué un rôle à cet égard et fait disparaître ce qui concernait son collègue Danton, et aussi le mémoire attestant de la tentative des députés Guadet, Vergniaud et Gensonné de rentrer en grâce auprès de Louis XVI après la journée du 20 juin 1792, mémoire transmis au Roi par le peintre Boze. Le 20 novembre 1792, Jean-Marie Roland dépose ces archives, du moins ce qui en reste et qui est considérable, sur le bureau de la Convention nationale, brisant ainsi toutes les manœuvres destinées à empêcher de renvoyer Louis XVI en jugement.

## Controverses
Plusieurs controverses sont nées de l'utilisation de l'armoire de fer dans la mise en place du procès de Louis XVI. A commencer par le laps de temps important (plus de trois mois) écoulé entre l'investissement du palais des Tuileries par les ennemis de Louis XVI, qui passèrent au peigne fin les anciens appartements du Roi et confièrent leurs trouvailles à la "commission des Tuileries", nommée ad hoc ; pourquoi Roland n'a-t-il pas apporté à cette commission chargée d'analyser les papiers royaux ceux qu'il exhiba directement à la Convention ?
Par ailleurs, Roland de la Platière affirma n'avoir pas eu le temps de lire les documents accusateurs entre leur découverte et la révélation par celui-ci de leur existence. Ainsi, l'architecte des Bâtiments Jean-François Heurtier, à qui François Gamain aurait confié l'existence de l'armoire, affirmera : « J'atteste que je n'ai pas perdu les papiers de vue depuis le moment où ils ont été découverts, jusqu'à celui où le ministre, que j'ai toujours accompagné, est entré à la Convention pour les y déposer, et que l'ordre dans lequel les papiers ont été trouvés n'a pas même été dérangé.» L'analyse des propos de Roland démontre pourtant le contraire. 
Il semble que Roland avait préalablement trié les papiers découverts, en retirant certains documents mettant en cause ses amis ou en ajoutant d'autres pièces découvertes ailleurs dans le palais. Madame Campan, affirme dans ses Mémoires que « la reine l'invita [le roi] en ma présence à ne rien laisser dans l'armoire, et le roi, pour la tranquilliser, lui dit qu'il n'y avait rien laissé. » L'ancienne femme de chambre, qui écrivait sous la Restauration, donne l'impression d'avoir été un témoin oculaire.
L'affirmation de Roland selon laquelle l'armoire aurait été fermée par une clé de sûreté — du matériel de précision et coûteux — est démentie par le procès-verbal d'identification d'un jeu de clé confié par le Roi à son valet de chambre, clés qui étaient en réalité des passe-partout et qui ouvraient indifféremment l'« armoire de fer » et des meubles royaux.  laquelle aurait donc été plutôt un placard réalisé après les dégâts commis dans les appartements royaux survenus lors de la journée d'émeute du 20 juin.
On sait que François Gamain, entrepreneur en serrurerie (et non artisan comme l'était son père au service du Roi), était un protégé de l'architecte Heurtier et tous deux des proches de Roland de la Platière. Gamain savait parfaitement ce qu'était une serrure de sûreté, à la différence de Roland ; et si Louis XVI avait voulu dissimuler des documents, pourquoi se serait-il adressé à un interlocuteur politiquement douteux, et pourquoi aurait-il fermé la cachette avec un passe-partout ?
Symptomatique du caractère suspect de l'Armoire de Fer, son existence ne fut reprochée à Louis XVI lors de son procès que par une unique et obscure formulation (« la baie close dans les murs du palais »), le Roi répondant n'en avoir pas connaissance. Enfin, contrairement à la procédure judiciaire, l'enlèvement et l'identification des papiers du Roi ne furent pas réalisés en sa présence, ce dont s'émut, depuis son exil londonien, l'ancien ministre des Finances Jacques Necker[réf. nécessaire], qui flairait la machination politique.

## Publication
À la suite de cette affaire, un décret du 6 décembre 1792 a été publié portant sur le triage des papiers et pièces qui provenaient du palais des Tuileries, et sur la publication sur ordre de la Convention en décembre 1792 et janvier 1793, par l'Imprimerie nationale, des papiers des Tuileries y compris ceux de « l'armoire de fer » :
- Premier recueil des pièces trouvées aux Tuileries, et le 10 août, recueillis par le Comité de surveillance, imprimées d'après le décret de la Convention nationale du 5 décembre 1792, Paris, imprimerie nationale, décembre 1792.
- Deuxième recueil des pièces (…) remises à la commission des Vingt-quatre, par le Comité de surveillance de la ville, Paris, imprimerie nationale, décembre 1792.
- Troisième recueil des pièces trouvées dans l'armoire de fer (…) (deux volumes).
- Quatrième recueil des pièces trouvées dans l'armoire de fer (…) qui est une suite du troisième recueil (…), trois tomes.
- Cinquième recueil des pièces trouvées dans les papiers de M. de Montmorin, Laporte, intendant de la Liste civile, d'Abancourt, ex-ministre, et à l'hôtel Massiac dont les originaux sont en dépôt au comité de surveillance de l'assemblée nationale (…), Paris, imprimerie nationale.
- Sixième recueil des papiers trouvés aux Tuileries (…) imprimés par ordre de la convention, Paris, 1792.